# Glossochilus
Glossochilus es un género de plantas con flores perteneciente a la familia Acanthaceae. El género tiene 2 especies de hierbas.

## Taxonomía
El género fue descrito por Christian Gottfried Daniel Nees von Esenbeck y publicado en Prodromus Systematis Naturalis Regni Vegetabilis 11: 83. 1847. La especie tipo es: Glossochilus burchellii Nees

## Especies deGlossochilus
- Glossochilus burchellii Nees
- Glossochilus parviflorus Hutch.